# Paraembolides brindabella
Paraembolides brindabella är en spindelart som först beskrevs av Raven 1978.  Paraembolides brindabella ingår i släktet Paraembolides och familjen Hexathelidae. Inga underarter finns listade i Catalogue of Life.